# Clube de Nadismo
Clube de Nadismo é um movimento criado pelo designer brasileiro Marcelo Bohrer cuja filosofia é reunir indivíduos em locais públicos, geralmente parques e praças, para que façam nada durante um determinado período de tempo. Com o propósito de melhorar a qualidade de vida dos envolvidos, o clube chegou a reunir em torno de 7 000 adeptos em diversas cidades do Brasil e do mundo.

## Conceito
Marcelo Bohrer surgiu com o conceito de criar um movimento que pregasse momentos diários de ócio em 2005 em Londres, quando sofreu uma crise de síndrome de Burnout. Natural de Porto Alegre, ele trouxe o projeto para sua cidade natal em 2006, divulgando-o na internet e posteriormente em entrevistas à imprensa e através do lançamento do livro Nadismo - Uma Revolução Sem Fazer Nada. Logo a ideia se espalhou, conquistando adeptos em diversas regiões do Brasil.
Seguindo a mesma premissa de movimentos internacionais como Ócio Criativo, Simplicidade, Movimento Slow, Take back Your Time Day (Estados Unidos) e Clube da Preguiça (Japão), o Clube de Nadismo organiza encontros em praças e parques onde, durante 40 minutos, os participantes permanecem deitados em colchonetes fazendo absolutamente nada. O Clube do Nadismo defende ainda, além dos encontros, a ideia do abandono momentâneo, diariamente ou mesmo semanalmente, da utilização dos aparelhos tecnológicos que compõe a rotina de seus adeptos.
Alguns sócios do movimento agem como "embaixadores", sugerindo locais para a prática do nadismo em suas cidades e auxiliando na organização de eventos. Existe, inclusive, o Dia Nacional do Nadismo, celebrado anualmente em 13 de dezembro.